# Christen Fribert
Christen Fribert (født 23. december 1888 i København, død 26. august 1962) var en dansk journalist og forfatter.
Han debuterede som faglitterær forfatter 1915 med Dardanellerne. En kort Beskrivelse i historisk, geografisk og politisk Henseende og fik sin debut som skønlitterær forfatter 1918 med romanen Skygge-Karavaner. 1919 optræder han som medlem af Dansk Forfatterforening.
1921-24 udgjorde Fribert sammen med Holger Rørdam den sidste redaktion af Illustreret Tidende, hvorefter bladet lukkede.